# Triaenophora rupestris
Triaenophora rupestris là một loài thực vật có hoa trong họ Mã đề. Loài này được (Hemsl.) Soler. miêu tả khoa học đầu tiên năm 1909.